# 최두용
최두용(미상 ~ )은 조선민주주의인민공화국의 군인 겸 정치인이다. 조선로동당 중앙위원회 위원이다.

## 경력
2014년 2월 조선인민군 소장으로 승진했다. 2016년 5월, 조선로동당 제7차 대회에서 조선로동당 중앙위원회 후보위원으로 선출되었다. 2017년 10월 7일 당 중앙위원회 제7기 제2차전원회의를 통해 당중앙위원회 후보위원에서 위원으로 선출되었다. 현재 조선인민군 중장으로 제526대연합부대 부대장이다.

## 기타
2015년 11월 리을설 사망과 2018년 8월 김영춘 사망 당시에 국가장의위원회 위원을 맡았다.